# ال‌ئی‌دی اعلانات
اِل‌ئی‌دی اِعلانات که بیشتر با نام چِراغ اِل‌ئی‌دی اِعلانات نیز شناخته می‌شود، یا نوتیفیکیشن ال‌ئی‌دی (به انگلیسی: Notifications LED) یک چراغ ال‌ئی‌دی کوچک آرجی‌بی یا تک رنگ است که معمولاً در حاشیهٔ صفحه نمایش (سمت نمایشگر) تلفن‌های هوشمند و تلفن‌های ساده وجود دارد. هدف آنها چشمک زدن یا نبض زدن (خاموش و روشن شدن مداوم) است تا کاربر را از تماس‌های از دست رفته، پیام‌های اس‌ام‌اس دریافتی، اعلان از برنامه‌های دیگر، هشدار باتری با شارژ کم و… یا به صورت اختیاری برای تسهیل مکان‌یابی تلفن همراه در تاریکی مطلع سازد. معمولاً برای جلب توجه کاربر به صورت مداوم خاموش و روشن می‌شود. این بخشی از سیستم اعلان دستگاه است که از یک سرویس اعلان فشار با استفاده از اَبر برای پخش پیام‌های اعلان از راه دور به کاربر یا اعلان‌های محلی استفاده می‌کند. مشابه اعلان‌های صوتی، یک ال‌ای‌دی اعلانات راهی بسیار کارآمد برای آگاه‌سازی کاربر از اعلان‌های جدید بدون روشن کردن صفحه نمایش است.